# (5229) Irurita
(5229) Irurita – planetoida z pasa głównego planetoid.

## Odkrycie i nazwa
Odkrył ją Henri Debehogne 23 lutego 1987 roku w Obserwatorium La Silla należącym do Europejskiego Obserwatorium Południowego. Nazwa planetoidy pochodzi od Irurity – wioski położonej w gminie Baztan, która została zaludniona w okresie paleolitu. Przed nadaniem nazwy planetoida nosiła oznaczenie tymczasowe 1987 DE6.

## Orbita
(5229) Irurita obiega Słońce w średniej odległości 3,12 j.a. w czasie 5 lat i 180 dni.